# 50-й меридіан західної довготи
50-й меридіан західної довготи — лінія довготи, що лежить на 50 градусів західніше Гринвіцького меридіана. Вона проходить від Північного полюса через Північний Льодовитий океан, Гренландію, Атлантичний океан, Південну Америку, Південний океан та Антарктиду до Південного полюса.
50-й меридіан західної довготи формує велике коло разом із 130-тим меридіаном східної довготи.

## Список географічних об'єктів, що перетинає 50° зх. д.
Починаючи на Північному полюсі та рухаючись до Південного полюса, 50-й меридіан західної довготи проходить через:
| Координати                                                 | Країна, територія або море | Примітки |
| ---------------------------------------------------------- | -------------------------- | --- |
| 90°0′ пн. ш. 50°0′ зх. д. / 90.000° пн. ш. 50.000° зх. д.  | Північний Льодовитий океан | |
| 83°40′ пн. ш. 50°0′ зх. д. / 83.667° пн. ш. 50.000° зх. д. | Море Лінкольна             | |
| 82°48′ пн. ш. 50°0′ зх. д. / 82.800° пн. ш. 50.000° зх. д. | Гренландія                 | Проходить через острів Бомонт[en] |
| 82°46′ пн. ш. 50°0′ зх. д. / 82.767° пн. ш. 50.000° зх. д. | Море Лінкольна             | |
| 82°31′ пн. ш. 50°0′ зх. д. / 82.517° пн. ш. 50.000° зх. д. | Гренландія                 | Проходить через Землю Вульфа[en] |
| 82°1′ пн. ш. 50°0′ зх. д. / 82.017° пн. ш. 50.000° зх. д.  | Фьорд Шерарда Осборна[en]  | |
| 81°53′ пн. ш. 50°0′ зх. д. / 81.883° пн. ш. 50.000° зх. д. | Гренландія                 | |
| 62°18′ пн. ш. 50°0′ зх. д. / 62.300° пн. ш. 50.000° зх. д. | Атлантичний океан          | |
| 1°42′ пн. ш. 50°0′ зх. д. / 1.700° пн. ш. 50.000° зх. д.   | Бразилія                   | Амапа — проходить через материк і острів Байлік[en] |
| 0°56′ пн. ш. 50°0′ зх. д. / 0.933° пн. ш. 50.000° зх. д.   | Атлантичний океан          | Проходить через гирло Амазонки |
| 0°18′ пн. ш. 50°0′ зх. д. / 0.300° пн. ш. 50.000° зх. д.   | Бразилія                   | Пара — проходить через острови Кавіана і Маражо та материк Токантінс Гояс Мінас-Жерайс Сан-Паулу Парана Санта-Катарина Ріу-Гранді-ду-Сул Санта-Катарина — приблизно на 11 км Ріу-Гранді-ду-Сул |
| 29°44′ пд. ш. 50°0′ зх. д. / 29.733° пд. ш. 50.000° зх. д. | Атлантичний океан          | |
| 60°0′ пд. ш. 50°0′ зх. д. / 60.000° пд. ш. 50.000° зх. д.  | Південний океан            | |
| 77°12′ пд. ш. 50°0′ зх. д. / 77.200° пд. ш. 50.000° зх. д. | Антарктида                 | Проходить через Аргентинську Антарктиду та Британську Антарктичну Територію (претендують Аргентина та Велика Британія)                                                                         |